# DeObia Oparei
DeObia Oparei, né le 7 décembre 1971 à Londres, est un acteur britannique.
Il est notamment connu pour son interprétation d'Areo Hotah dans la série Game of Thrones.

## Biographie
DeObia Oparei est né à Londres en décembre 1971. Il est originaire du Nigeria.
Oparei commence sa carrière d'acteur en obtenant des petits rôles dans des séries télévisées. En 1992, il apparaît dans le film Alien 3. Interprétant des personnages secondaires, la trajectoire d'Oparei est lente. En 2001, il joue le rôle du clown Chocolat dans Moulin Rouge.
Oparei est également un dramaturge. Sa première pièce de théâtre, crazyblackmuthafuckin'self, est sortie en 2002. La première a lieu au Royal Court Theatre à Londres et reçoit des critiques favorables. Il a également travaillé avec le Sydney Theatre Company ainsi que le Belvoir Street Theatre, situés en Australie.
En 2011, Oparei interprète Gunner dans Pirates des Caraïbes : La Fontaine de Jouvence. Quatre ans plus tard, il intègre le casting de la série phénomène Game of Thrones pour la saison 5. Il joue Areo Hotah, capitaine de la garde du palais de Doran Martell, durant six épisodes, de la cinquième à la sixième saison. En 2019, Oparei fait partie de la distribution de Sex Education, série Netflix, campant le rôle du père d'Éric, le meilleur ami du personnage principal Otis,. Plus tard dans l'année, il tient le rôle de Rongo dans le film Dumbo de Tim Burton,.

### Vie privée
Le 5 juin 2020, Oparei fait son coming out gay sur Instagram.

## Filmographie

### Cinéma
- 1992 : Alien 3 : Arthur
- 1998 : Dark City : le passager du train
- 2001 : Moulin Rouge : Chocolat
- 2002 : Dirty Pretty Things : le conducteur du mini taxi
- 2002 : Frères du désert : Idris-Es-Saier
- 2003 : L'Affaire Van Haken (The Foreigner) : l'étranger
- 2004 : Thunderbirds : Mullion
- 2005 : 7 Secondes : Spanky
- 2005 : Doom : Le Destructeur
- 2009 : The Code : Rawls
- 2009 : Hooligans 2 (Green Street Hooligans 2) : Derrick Jackson
- 2010 : Legacy : Roy Cloglam
- 2010 : Mr. Nice : Tee Bone Taylor
- 2010 : The Presence : l'homme des bois
- 2010 : Death Race 2 : Big Bill
- 2011 : Votre Majesté : Thundarian
- 2011 : Pirates des Caraïbes : La Fontaine de jouvence : Gunner
- 2012 : Dredd : TJ
- 2013 : Tula: The Revolt : Hacha
- 2013 : Little Devil : Trojan Rocks
- 2015 : Clones : M. Freeman
- 2016 : Independence Day: Resurgence : Dikembe
- 2019 : Dumbo : Rongo
- 2021 : Un homme en colère (Wrath of Man) de Guy Ritchie : Brad
- 2022 : The Gray Man d'Anthony et Joe Russo

### Télévision
- 1990 : Desmond's : Willy
- 1990 : Blood Rights : Winston
- 1990 : Medics : le roi
- 1992 : Between the Lines : Ruby
- 1993 : Gallowglass : Neville
- 1993 : Minder : Winston
- 1997 : À la recherche de l'Eden : le responsable de la troupe
- 1998 : Wildside : Bernice
- 1998 : Scotland Yard, crimes sur la Tamise : DC Palmer
- 2002 : Holby City : Dave Whellan
- 2006 : Answered by Fire : Victor
- 2008 : Menace sur Washington : Gerard
- 2014 : One Child : Joseph Ojo
- 2015-2016 : Game of Thrones : Areo Hotah
- 2015 : Proof : M. Oumandi
- 2017 : Emerald City : Sullivan
- 2017 : Santa Clarita Diet : Loki Hayes
- 2017 : The Orville : Capitaine Vorak
- 2019- : Sex Education : M. Effiong
- 2021 : Loki : Loki le Fanfaron

## Voix françaises
En France
- Frantz Confiac dans :
  - Dredd
  - Dumbo
  - Un homme en colère
  - Loki (série télévisée)
- Thierry Desroses dans (les séries télévisées) :
  - Emerald City
  - Santa Clarita Diet

Et aussi
- Jean-Jacques Nervest dans 7 secondes
- Philippe Dumond dans Doom
- Gunther Germain dans The Gray Man

## Jeux vidéo
- 2018 : World of Warcraft: Battle for Azeroth